# Фридрих фон Монфор
Фридрих I (II/III) фон Монфор (на немски: Friedrich I (II/III) von Montfort; * пр. 1264; † 3 юни 1290, Верденберг) е епископ на Кур (1282 – 1290) в кантон Граубюнден в Швейцария.

## Биография
Той е от влиятелния и богат швабски род Монфор/Монтфорт, странична линия на пфалцграфовете на Тюбинген, графове на Монфор-Брегенц. Син е на граф Хуго II фон Монфор-Брегенц († 1260) и Елизабет фон Бургау, дъщеря на Хайнрих III фон Берг-Шелклинген († ок. 1241), маркграф на Бургау, и Аделхайд фон Шелклинген. Брат е на Хуго III фон Тетнанг-Монфор-Шеер († 1309), Улрих I фон Монфор-Брегенц († 1287), граф Рудолф II фон Монфор-Фелдкирх († 1302), Вилхелм I фон Монфор († 1301), княжески абат на Санкт Гален (1281 – 1301), и на Хайнрих III фон Монфор († 1307), провост в Цурцах. Племенник е на Хайнрих I фон Монфор († 1272), епископ на Кур (1268 – 1272) и чичо на Рудолф III фон Монфор († 1334), епископ на Констанц (1322 – 1334), викар-генерал на Кур, син на брат му граф Рудолф II фон Монфор-Фелдкирх.
Фридрих е от 1264 до 1269 г. катедраленхер и от 1273 до 1282 г. катедраленпропст в Кур. На 27 ноември 1282 г. е избран за епископ на Кур. Той участва през 1287 г. в църковния събор във Вюрцбург.
Фридрих помага на брат си Вилхелм, който е абат на Санкт Гален, в конфликта срещу Рудолф I и графовете фон Верденберг и е пленен през 1289 г. в битка близо до Балцерс в Лихтенщайн.
Умира на 3 юни 1290 г. във Верденберг при опит да избяга от замък Верденберг и е погребан в Кур.